# جایزه استانیسلاوسکی
جایزه استانیسلاوسکی (انگلیسی: Stanislavsky Award) نام جایزه‌ای است که از سال ۲۰۰۱ میلادی در جشنواره بین‌المللی فیلم مسکو به برترین دستاورد هنری در زمینهٔ بازیگری و رعایت اصول مکتب استانیسلاوسکی، اهدا می‌شود.

## برندگان
- ۲۰۰۱ - جک نیکلسون[۱]
- ۲۰۰۲ - هاروی کایتل[۲]
- ۲۰۰۳ - فنی اردان[۳]
- ۲۰۰۴ - مریل استریپ[۴]
- ۲۰۰۵ - ژن مورو[۵]
- ۲۰۰۶ - ژرار دوپاردیو[۶]
- ۲۰۰۷ - دانیل اولبریخسکی[۷]
- ۲۰۰۸ - ایزابل هوپر[۸]
- ۲۰۰۹ - اولگ یانکوفسکی (پس از مرگ)
- ۲۰۱۰ - امانوئل بئار
- ۲۰۱۱ - هلن میرن
- ۲۰۱۲ - کاترین دنو
- ۲۰۱۳ - سنیا راپوپورت
- ۲۰۱۴ - اینا چوریکوفا
- ۲۰۱۵ - جکلین بیسیت
- ۲۰۱۶ - مارینا نیولووا
- ۲۰۱۷ - میکله پلاچیدو
- ۲۰۱۸ - ناستاسیا کینسکی
- ۲۰۱۹ - ریف فاینز
- ۲۰۲۲ - کنستانتین خابنسکی
- ۲۰۲۳ - ایرینا کوپچنکو
- ۲۰۲۴ - یوگنی میرونف[۹]
- ۲۰۲۵ - ولادیمیر ماشکوف[۱۰]